# Pfarrkirche Düns

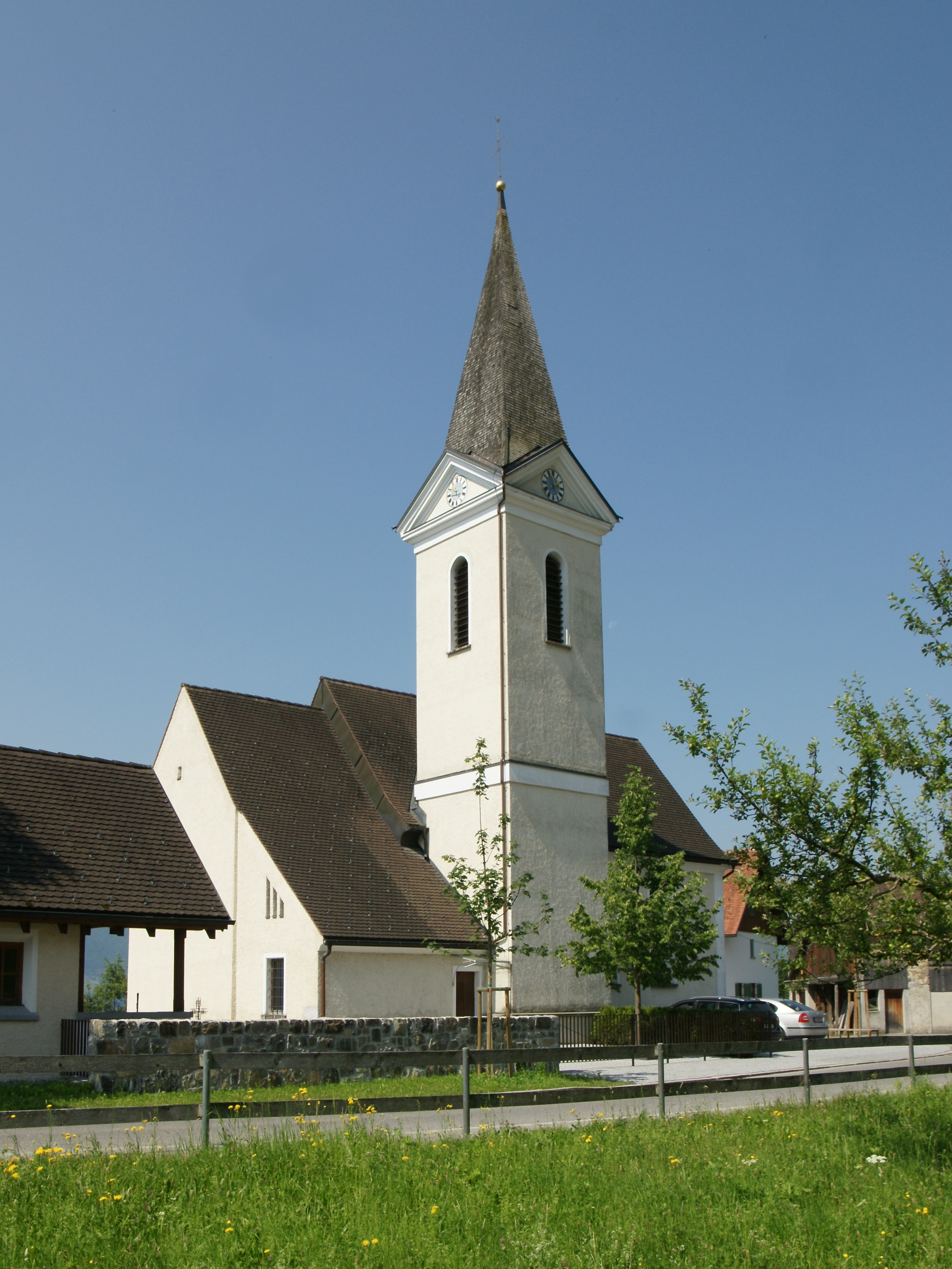
Antonius Abt Kirche (2010)

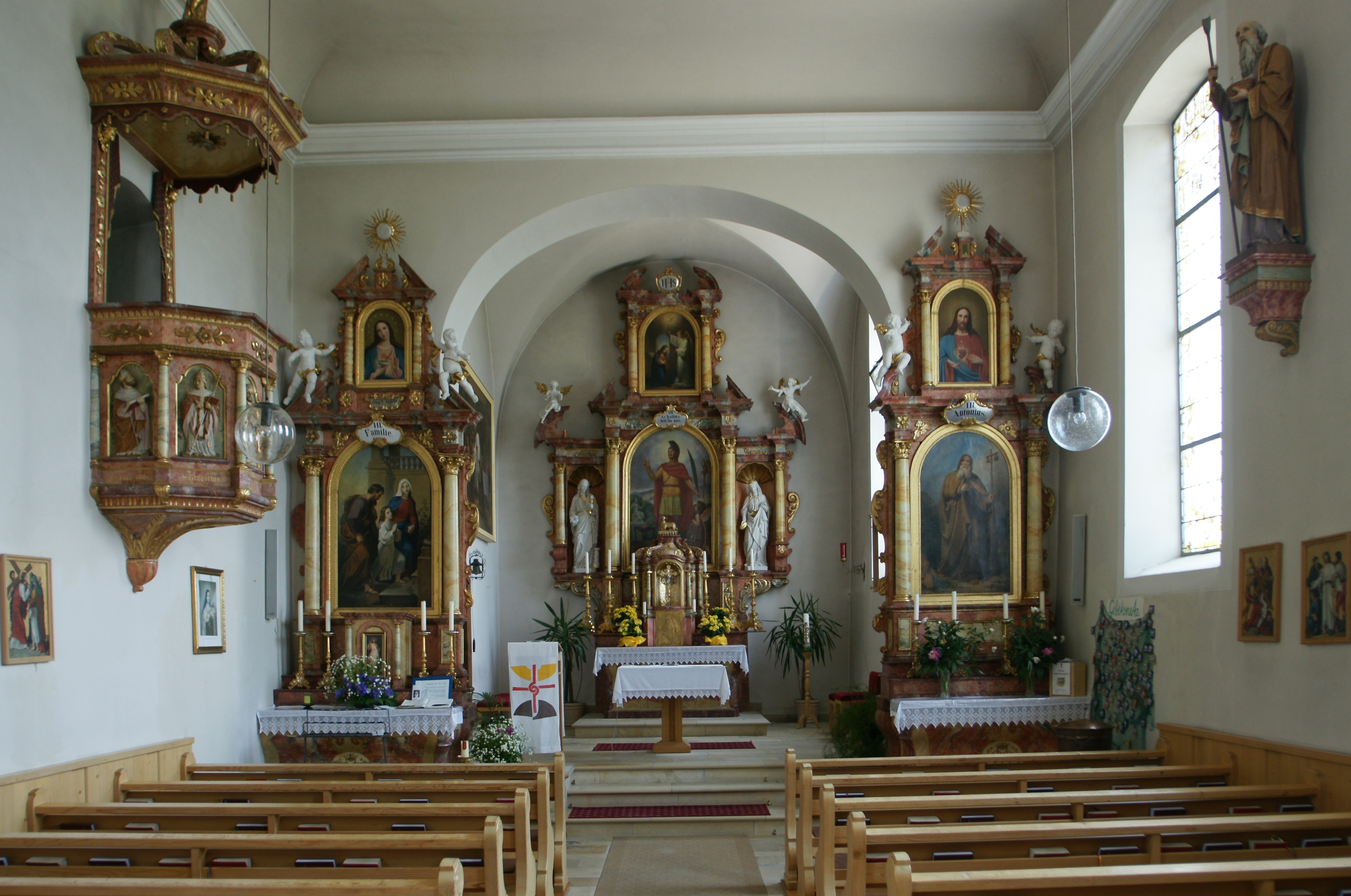
Langhaus zum Chor (2010)

Die Pfarrkirche Düns ist eine römisch-katholische Kirche in der Gemeinde Düns in Vorarlberg.

## Geschichte
Die dem Heiligen Antonius Abt geweihte Pfarrkirche steht im Süden des Ortes und ist von einem Friedhof umgeben. Im Jahre 1426 wurde als Filiale der Pfarre in Schnifis eine Kapelle gebaut und 1496 eine Kirche geweiht. Ab 1824 Expositurkirche wurde der Kirchenbau 1831 vom Zimmermeister Josef Häusle verlängert und erhöht. Der Kirchturm wurde 1833 errichtet. Die Kirche wurde 1842 zur Pfarrkirche erhoben und dem Stift Einsiedeln inkorporiert.

## Anlage und Ausstattung
Die Pfarrkirche mit einem Langhaus unter einem Satteldach mit einem eingezogenen Chor mit geradem Abschluss unter einem niedrigeren Satteldach hat einen Turm und eine zweigeschoßige Sakristei im Norden. 
Das Deckengemälde Mariä Himmelfahrt und Eckmedaillons Salome mit dem Haupt Johannes des Täufers und Sündenfall, Esther vor Ahasver sind vom Maler Georg Troxler aus Luzern aus 1906. Der Hochaltar aus 1682 zeigt das Altargemälde Hl. Achatius vom Maler Pater Rudolf Blätter OSB aus 1907. Das Oberbild Mariä Verkündigung, wie auch die Altarbilder des linken und rechten Seitenaltares sind von Melchior Paul von Deschwanden aus 1854. Die Kanzel mit Schalldeckel aus 1800 zeigt am Korb die vier Kirchenväter. Die Kreuzigungsgruppe an der linken Langhauswand ist vom Bildhauer Ferdinand Stuflesser um 1900. Das Weihwasserbecken an der südlichen Außenwand wurde 1828 errichtet.
An der Südseite des Chores befindet sich die Grabstätte Gohm mit einem Ölbergchristus aus dem Anfang des 19. Jahrhunderts.
Die Orgel wurde 1964 von Reinisch-Pirchner geschaffen.